# De Leeuw van Vlaanderen (film)
De Leeuw van Vlaanderen is een Vlaams-Nederlandse film uit 1984 van Hugo Claus. Hij bewerkte hiervoor het gelijknamige boek van Hendrik Conscience. 

## Verhaal
Het verhaal vertelt de gebeurtenissen van de Vlaamse opstand tijdens de Guldensporenslag in 1302, waarin de Vlamingen bij Kortrijk een belangrijke slag wonnen tegen de Franse ridders.

## Productie en ontvangst
De verfilming van het boek van Hendrik Conscience uit 1838 was een idee van Jan van Raemdonck, die eerder al met Hugo Claus samenwerkte voor Mira, Pallieter en Vrijdag. Het project werd zeer ambitieus opgevat voor een Vlaamse film. Het was de bedoeling een authentieke reconstructie van de geschiedenis te maken. De productie kostte 75 miljoen Belgische frank. Dit bedrag werd mede ingebracht door de Vlaamse Gemeenschap, de BRT en de KRO. Aan de opnamen namen 150 acteurs, 3.000 figuranten en 80 technici deel. Claus moest voor de regie beroep doen op co-regisseurs. Tegelijk met de film moest er een televisieversie van vier afleveringen worden gemaakt. Guido Henderickx monteerde het materiaal tot vier afleveringen van 50 minuten.
De film ging in 1984 in de Vlaamse bioscopen in première en draaide vanaf 14 maart 1985 in de Nederlandse bioscopen.
De kritiek was niet mals voor de film, noch voor de televisieversie. Kenners wezen op historische onjuistheden. Filmcritici vonden de dialogen te kunstmatig en de muziek van Ruud Bos te nadrukkelijk aanwezig.

## Rolverdeling
Merk op dat de rollen van de Fransen werden ingevuld door Nederlandse acteurs.
| Acteur                | Personage                             |
| --------------------- | ------------------------------------- |
| Frank Aendenboom      | Robrecht van Bethune                  |
| Jan Decleir           | Jan Breydel                           |
| Theu Boermans         | Jacques de Châtillon, graaf van Leuze |
| Julien Schoenaerts    | Pieter de Coninck                     |
| Josine van Dalsum     | Koningin Johanna van Navarra          |
| Robert Marcel         | Gwijde van Dampierre                  |
| Patricia Linden       | Machteld                              |
| Hans De Munter        | Adolf van Nieuwland                   |
| Peter te Nuyl         | Koning Filips van Frankrijk           |
| Herbert Flack         | Willem van Gullik                     |
| Jo De Meyere          | Bauden de Vos                         |
| Jules Croiset         | Robert d'Artois                       |
| Hans Boskamp          | St.Pol                                |
| Ralph Wingens         | Pierre Flotte                         |
| Jules Hamel           | Raoul de Nesle                        |
| Maxim Hamel           | Graaf van Valois                      |
| Chris Boni            | Moeder Breydel                        |
| Ronny Waterschoot     | Gwijde van Namen                      |
| Werther Vander Sarren | Willem van Saeftinghe                 |
| Hans Royaards         | Filips van Lichtervelde               |
| Roelof Pieters        | Jan van Aumale                        |
| Vic De Wachter        | Jan van Namen                         |
| Ilma De Witte         | warte Hertogin                        |
| Tania Van der Sanden  | Katrien                               |
| Ronnie Commissaris    | Jan van Renesse                       |
| Ischa Meijer          | Guillaume de Nogaret                  |
| Bert André            | Eremiet                               |